# Royalty (Chris Brown)
Royalty è il settimo album in studio del cantante statunitense Chris Brown, pubblicato il 18 dicembre 2015 dall'etichetta discografica RCA Records.

## Etimologia
Il cantante ha dedicato l'album a sua figlia, Royalty Brown; come ha affermato in un'intervista per la radio statunitense Hot 97: L'ho chiamato "Royalty" perché mia figlia attualmente rappresenta la parte più importante della mia esistenza.

## Annuncio e pubblicazione
Il 25 giugno 2015, durante un'intervista per la rivista statunitense Billboard, Brown annuncia la pubblicazione di un nuovo album prevista per l'autunno del 2015. Il giorno dopo, il brano Liquor viene estratto come primo singolo del disco.
Il 22 agosto, il cantante dichiara ufficialmente dal suo profilo Twitter che il nuovo album sarà intitolato Royalty in onore di sua figlia, Royalty Brown.
Il 16 ottobre viene rivelata la copertina dell'album, che ritrae Chris con Royalty tra le sue braccia in un'immagine in bianco e nero. Lo scatto è del fotografo italiano Francesco Carrozzini.
Inizialmente prevista per il 27 novembre 2015, l'uscita del disco è stata posticipata al 18 dicembre 2015.

## Stile musicale
L'album presenta più stili musicali. Prevalgono i brani R&B, da quelli più old-school a quelli PBR&B, brani up-tempo funk e disco, e canzoni pop con produzioni EDM.

## Successo commerciale
L'album debuttò alla terza posizione della Billboard 200, vendendo 162 000 copie nella prima settimana in patria, divenendo il miglior debutto di vendite per l'artista dai tempi di F.A.M.E..

## Beneficenza
In occasione del giorno del Ringraziamento, il cantante annunciò che una parte consistente dei suoi profitti dalle vendite di Royalty sarà devoluta in beneficenza per attrezzature mediche e per finanziare l'associazione umanitaria "Best Buddies", fondata da Brown con lo scopo di consentire l'inserimento nella società di soggetti affetti da disabilità intellettive.

## Le tracce
1. Back to Sleep – 3:21
2. Fine by Me – 3:27
3. Wrist (feat. Solo Lucci) – 3:14
4. Make Love – 3:50
5. Liquor – 3:44
6. Zero – 3:34
7. Anyway (feat. Tayla Parx) – 3:31
8. Picture Me Rollin' – 3:13
9. Who's Gonna (Nobody) – 4:33
10. Discover – 4:25
11. Little Bit – 2:45
12. Proof – 4:01
13. No Filter – 3:06
14. Little More (Royalty) – 4:20

### Deluxe Edition
1. Day One – 4:07
2. Blow It In the Wind – 4:08
3. KAE – 3:34
4. U Did It (feat. Future) – 3:33

### Japanese Edition
1. The 80's – 4:25
2. Blue Jeans – 3:05

## Classifiche
| Classifica (2015/16)        | Posizione più alta |
| --------------------------- | ------------------ |
| Australia                   | 14                 |
| Belgio (Fiandre)            | 48                 |
| Belgio (Vallonia)           | 85                 |
| Canada                      | 17                 |
| Germania                    | 37                 |
| Paesi Bassi                 | 21                 |
| Irlanda                     | 51                 |
| Norvegia                    | 39                 |
| Nuova Zelanda               | 16                 |
| Regno Unito                 | 23                 |
| Stati Uniti                 | 3                  |
| Stati Uniti (R&B & hip-hop) | 1                  |
| Svizzera                    | 15                 |